# Касьяненко, Никифор Тихонович
Никифор Тихонович Касьяненко — советский хозяйственный деятель, Герой Социалистического Труда.

## Биография
Родился в 1905 году в селе Новоселовка. Член КПСС.
В 1917—1931 гг. — крестьянин в родительском и собственном хозяйствах.
Окончил курсы механизаторов.
В 1931—1933 гг. — первый тракторист в колхозе села Новоселовка.
В 1933—1941 гг. — тракторист, бригадир тракторной бригады Котовской МТС.
Пережил немецко- и румынско-фашистскую оккупацию (1941—1944).
В 1944—1962 гг. — бригадир тракторной бригады Котовской МТС Одесской области Украинской ССР.
Указом Президиума Верховного Совета СССР от 21 мая 1951 года присвоено звание Героя Социалистического Труда с вручением ордена Ленина и золотой медали «Серп и Молот».
Умер в 1962 году в Котовске.

## Награды и звания
- Герой Социалистического Труда (21.05.1951)
- Орден Ленина (дважды, в том числе 21.05.1951)
- Орден Трудового Красного Знамени (дважды, в том числе 26.02.1958)